# Natuurpark Hayedo de Tejera Negra

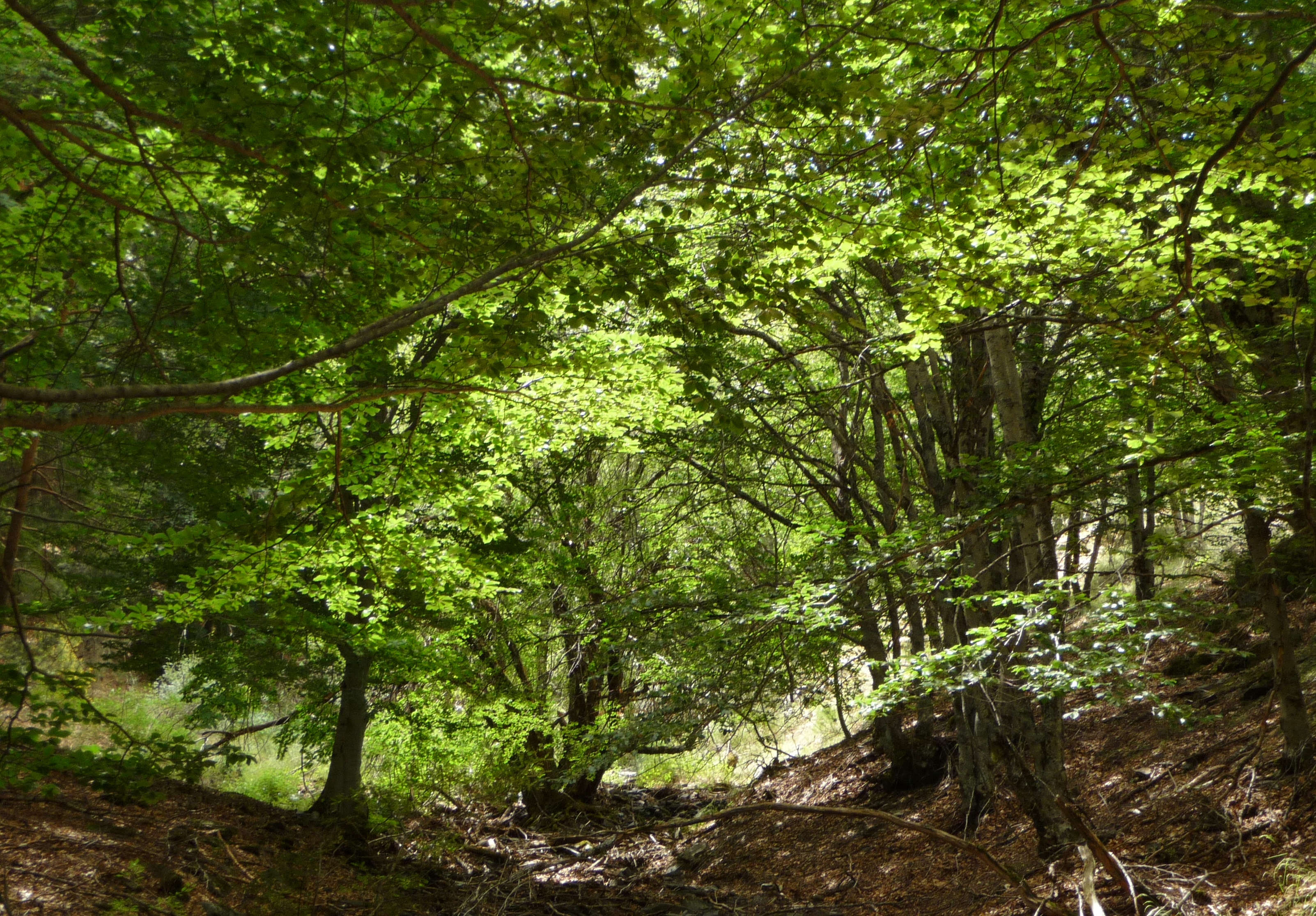

Het Natuurpark Hayedo de Tejera Negra (Spaans: Parque natural del Hayedo de Tejero Negra) is een natuurpark in Castilië-La Mancha in Spanje. Het natuurpark werd opgericht in 1978 en is hectare groot. Het natuurpark omvat een van de zuidelijkste beukenbossen van Europa. Het natuurpark is sinds 2011 opgegaan in het grotere Natuurpark Sierra Norte de Guadalajara. Sinds 2017 staat het beukenbos op de Unesco-Werelderfgoedlijst als onderdeel van Oude en voorhistorische beukenbossen van de Karpaten en andere regio's van Europa.